# Arroyo Sarandí Chico (Arroyo Cuaró Grande)
Der Arroyo Sarandí Chico ist ein Fluss im Norden Uruguays.
Er entspringt auf dem Gebiet des Departamento Artigas in der Cuchilla de Belén nordöstlich des Cerro Negro. Von dort fließt er in nordwestliche Richtung und mündet einige Kilometer nordnordwestlich der Tres Cerros del Arapey als linksseitiger Nebenfluss in den Arroyo Sarandí.